# Kichik-Dekhna
Kichik-Dekhna (ryska: Кичик-Дахна) är en ort i Azerbajdzjan.   Den ligger i distriktet Şəki Rayonu, i den centrala delen av landet, 250 km väster om huvudstaden Baku. Kichik-Dekhna ligger 186 meter över havet och antalet invånare är 7 880.
Terrängen runt Kichik-Dekhna är kuperad åt nordost, men åt sydväst är den platt. Kichik-Dekhna är det största samhället i trakten. 
Trakten runt Kichik-Dekhna består till största delen av jordbruksmark. Runt Kichik-Dekhna är det ganska glesbefolkat, med 38 invånare per kvadratkilometer.